# Giải Phi thiên
Giải Phi thiên là một lễ trao giải diễn ra hai năm một lần cho thành tựu xuất sắc trong Phim truyền hình Trung Quốc . Được đặt theo tên Gandhanra aka Flying Apsaras, hình dáng của giải thưởng được lấy từ bức tranh cổ Phi thiên trong Hang Mạc Cao, Đôn Hoàng. Đây là lễ trao giải truyền hình lâu đời nhất tại Trung Quốc .

## Lịch sử
Giải Phi thiên lần đầu được diễn ra vào năm 1981 và được trao giải bởi Bộ Văn hoá Trung Quốc, tuy nhiên nó đã sớm được SARFT và Ủy ban Nghệ thuật Điện ảnh Trung Quốc (中国 电视 艺术 委员会) đảm nhận. Lễ trao giải được tổ chức lần đầu tiên nhằm tôn vinh các bộ phim truyền hình, tuy nhiên, bốn hạng mục diễn xuất bao gồm Nam diễn viên, Nữ diễn viên, Nam diễn viên phụ và Nữ diễn viên phụ đã được trao thưởng vào năm 1984. Đạo diễn, biên kịch, điện ảnh và âm nhạc đã được trao giải vào năm 1993.
Các giải thưởng đã trải qua một số thay đổi theo từng hạng mục. Ban đầu phân chia các giải thưởng theo từng thời điểm (phim truyền hình, phim dài, tập,miniseries), với mỗi hạng mục trao giải cho các bộ phim truyền hình dựa theo thứ hạng: hạng nhất (一等奖), hạng nhì (二等 奖) và hạng ba (三等 奖) .
Từ năm 2015 trở đi, các bộ phim truyền hình đã được trao dựa theo thể loại phim: lịch sử, hiện đại và tầm quan trọng .
Trước đây là một sự kiện thường niên, Giải Phi thiên và Giải Kim Ưng tổ chức vào những năm khác biệt từ năm 2005, với Giải Phi thiên diễn ra vào năm lẻ.
Giải Phi thiên lần thứ 31 diễn ra tậi Ninh Ba vào ngày 3 tháng 4 năm 2018.

## Hạng mục
- Phim truyền hình xuất sắc nhất
- Đạo diễn xuất sắc nhất
- Kịch bản xuất sắc nhất
- Nam diễn viên xuất sắc nhất
- Nữ diễn viên xuất sắc nhất